# Kopciowo
Kopciowo (lit. Kapčiamiestis) – miasteczko w rejonie łoździejskim, w południowej części Litwy (litewska Dzukia) leżące 10 km na wschód od granicy z Polską nad rzeką Biała Hańcza.
Miasto jest siedzibą starostwa kopciowskiego. Za Królestwa Polskiego istniała wiejska gmina Kopciowo.

## Historia
W 1516 roku król Zygmunt Stary nadał okoliczne dobra rodzinie Kopciów. W 1724 roku Kopciowie sprzedali je Ogińskim. Ogińscy założyli nad rzeką Biała Hańcza zakład metalurgiczny przerabiający miejscową rudę darniową. W 1729 roku Mikołaj Ogiński ufundował kościół.

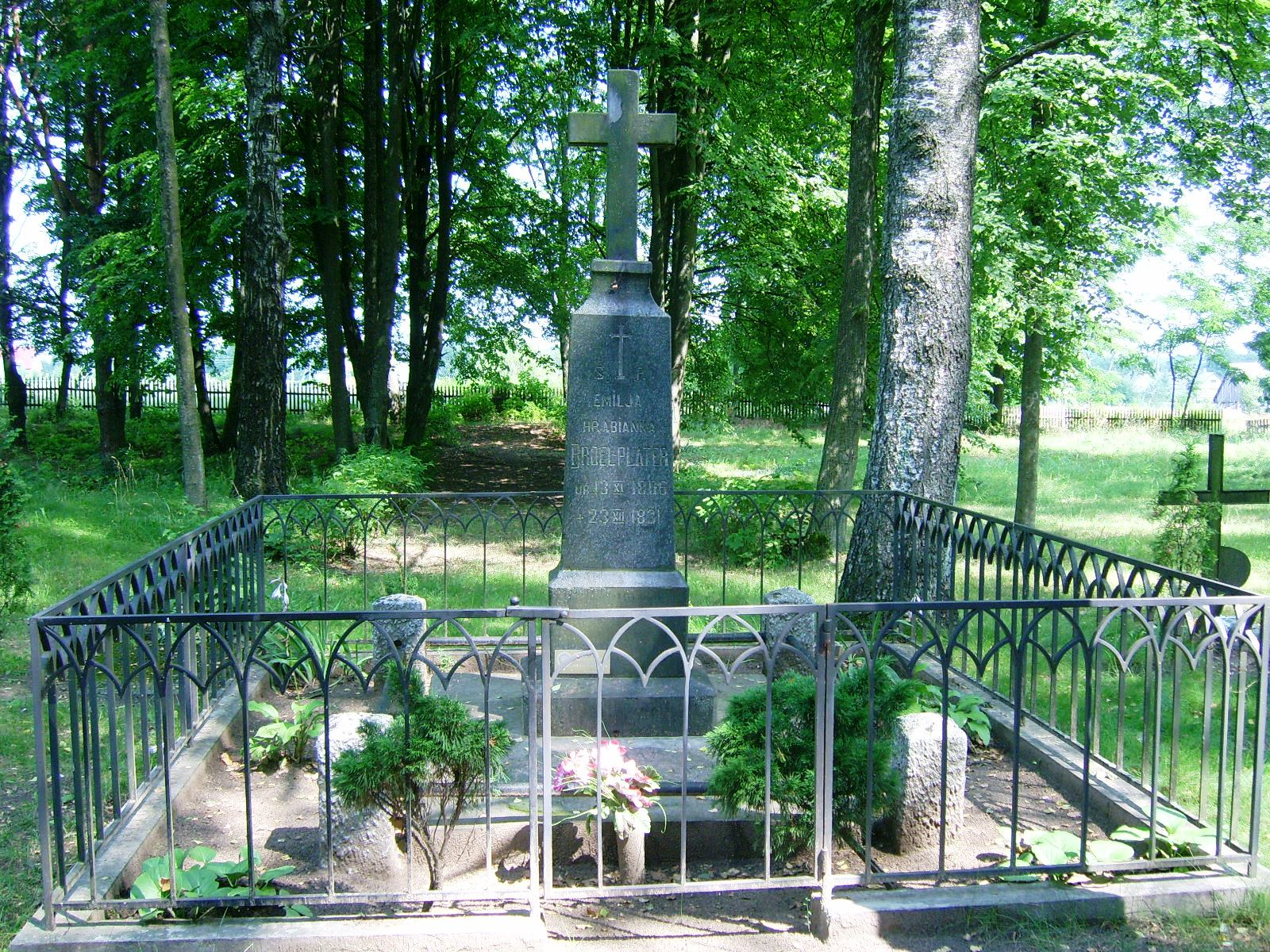
Grób Emilii Plater

W Kopciowie znajduje się grób Emilii Plater, która zmarła w trakcie powstania w 1831 r. w dworze justianowskim. Jej zwłoki zostały przewiezione na najbliższy miejski cmentarz do Kopciowa. Grób znajduje się na cmentarzu do dzisiaj, jest to obelisk z ciemnoszarego granitu zwieńczony krzyżem, który odrestaurowano w 2004 roku. Przed nim granitowy głaz z napisem „Mów Wieczny Pokoy”, prawdopodobnie z pierwotnego pomnika.
W 1999 roku w centrum miejscowości także postawiono pomnik bohaterki. Na cokole wyryty jest cytat z wiersza Adama Mickiewicza Śmierć pułkownika (w języku litewskim).
W 1919 roku powstanie sejneńskie.
W Kopciowie znajduje się drewniany kościół pod wezwaniem Opatrzności Bożej, zbudowany w 1824 roku, spalony w 1941 roku, odbudowany w 1956 roku.

## Osobistości
- Česlovas Sasnauskas – litewski kompozytor
- Mečislovas Bulaka (1907–1994) – artysta grafik, scenograf[1]

## Galeria

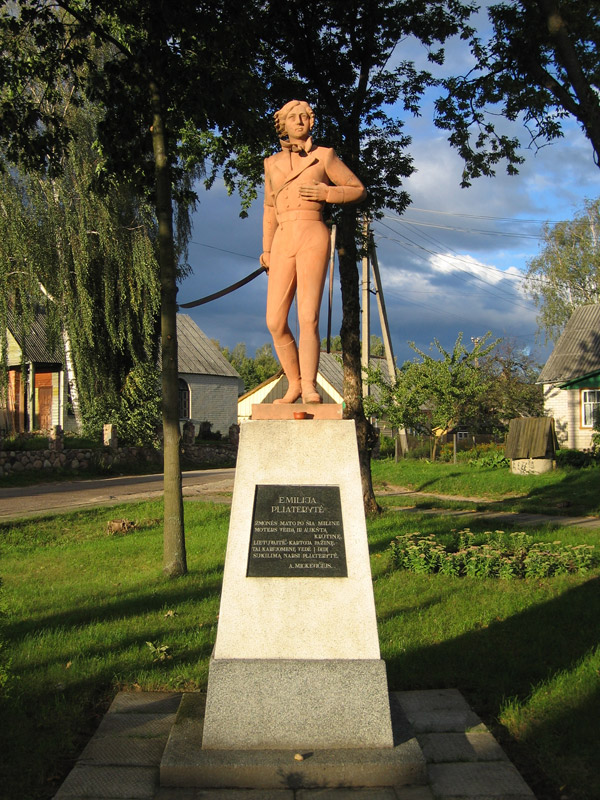
Pomnik Emilii Plater
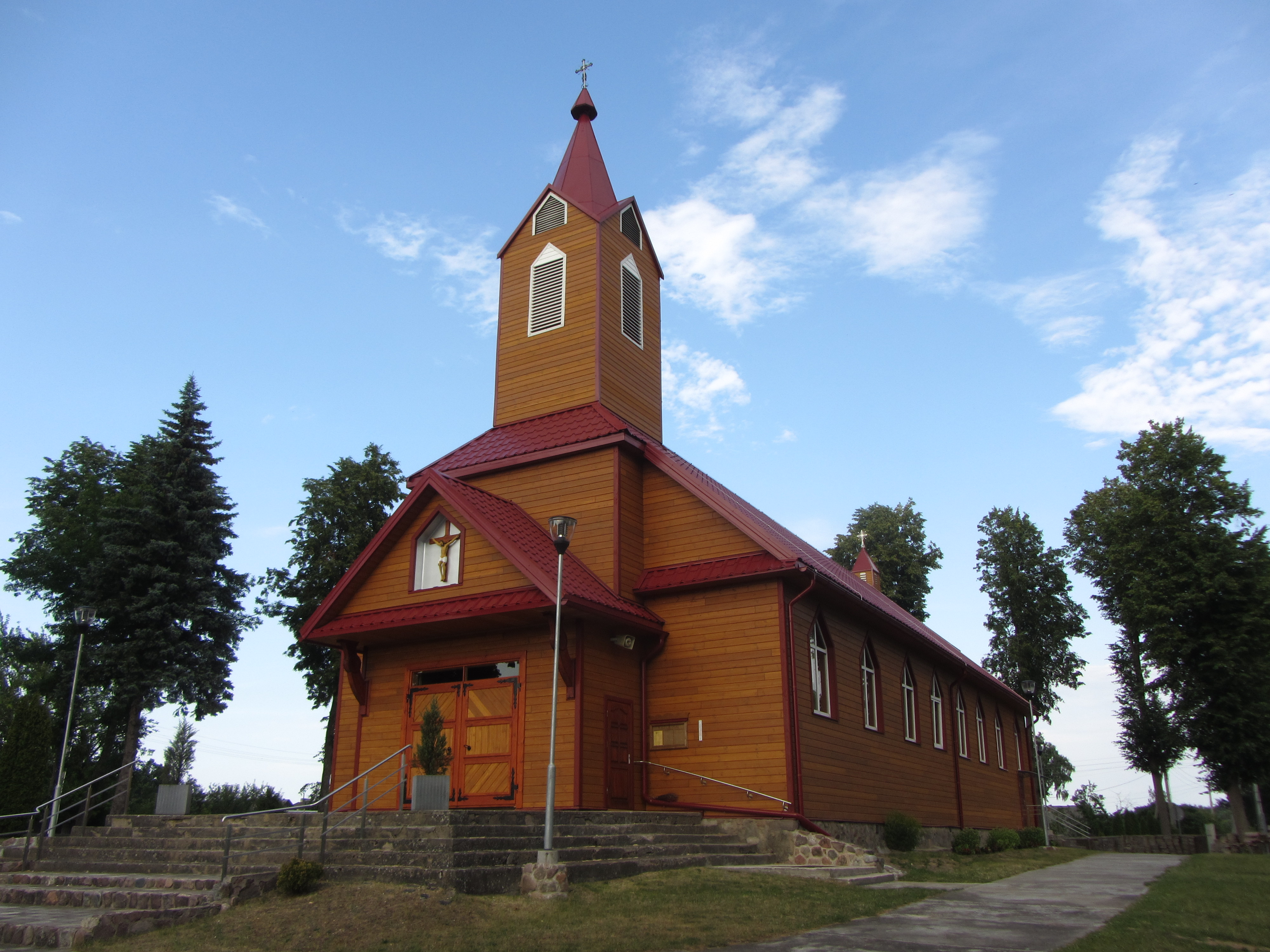
Kościół Opatrzności Bożej
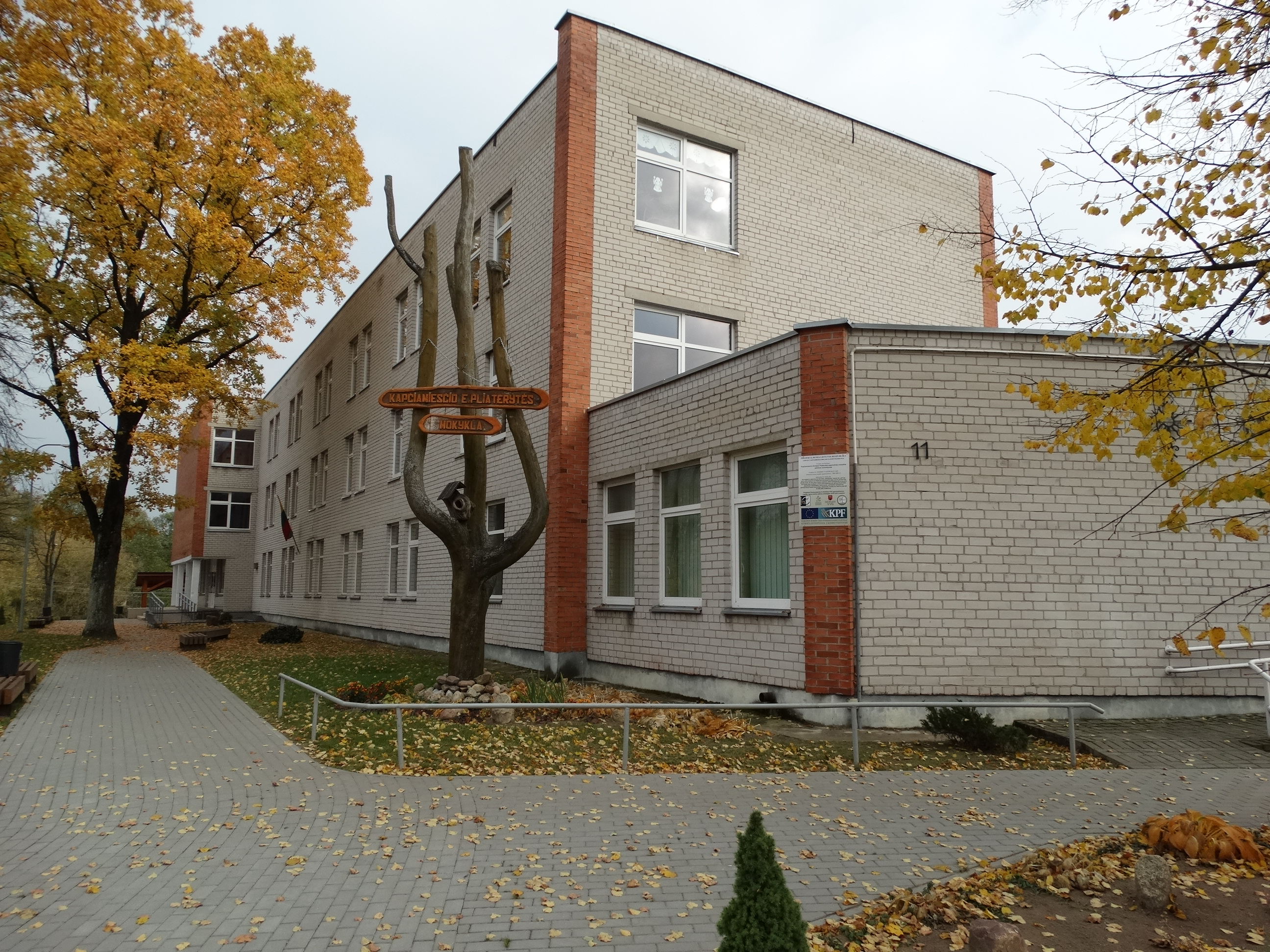
Szkoła im. Emilii Plater
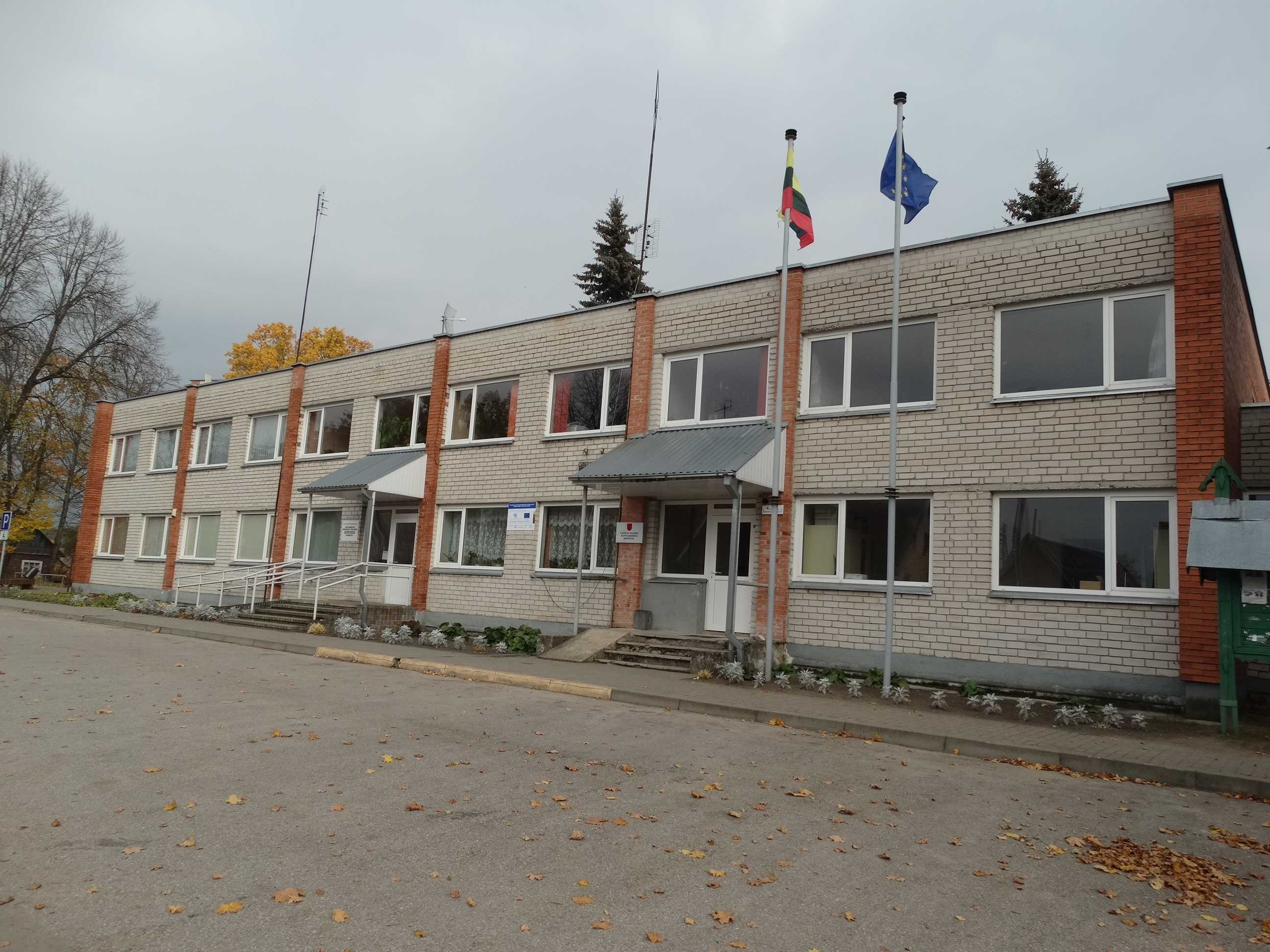
Gmach starostwa